# Big Buck Bunny
Big Buck Bunny ist ein computergenerierter Kurzfilm, der hauptsächlich unter Verwendung von freier Software hergestellt wurde, insbesondere der 3D-Grafiksoftware Blender. Der Arbeitsname des Filmprojektes war Peach.
Sowohl der fertige Film als auch die Produktionsmaterialien wie Animationsdaten, Charaktere und Texturen wurden am 30. Mai 2008 unter der freien Creative-Commons-Namensnennungs-Lizenz veröffentlicht. Bei der Ankündigung des Films wurde er als „funny and furry“ (witzig und pelzig) beschrieben, was vor allem durch Slapstick-Komik erreicht wird.

## Handlung
Der Hauptcharakter ist ein ungewöhnlich großes und fülliges Kaninchen („Big Buck Bunny“), das sich zu Beginn des Films an Blumen und Schmetterlingen erfreut. Als jedoch das Flughörnchen Frank, das Eichhörnchen Rinky und das Chinchilla Gamera auftauchen, zwei Schmetterlinge töten und das Kaninchen mit Früchten und Nüssen bewerfen, beschließt es, seine Sanftmütigkeit abzulegen und an den Nagetieren Rache zu nehmen. Dazu baut es verschiedene Fallen auf.

## Hintergrund
Am 10. Juni 2007 kündigte Ton Roosendaal einen Nachfolger des ersten Projekts der Blender Foundation von 2006 – Elephants Dream – an.
Im August 2007 fand sich ein Produktionsteam mit acht Mitgliedern aus sieben Ländern im Blender Institute in Amsterdam zusammen. Dieses Studio wurde von der Blender Foundation eingerichtet, um das Erstellen von freien Filmen und Spielen zu erleichtern.
Unter dem Codenamen Peach begann die Arbeit im Oktober 2007. Neben dem eigentlichen Film ergaben sich auch Verbesserungen der verwendeten Software Blender, wie Systeme zur Darstellung von Fell, Bäumen und volumetrischem Licht sowie einige Fehlerbehebungen. Nach der Premiere des Films am 10. April 2008 in Amsterdam und dem Versand von vorbestellten DVDs ab dem 20. Mai wurde er am 30. Mai 2008 im Internet veröffentlicht.
Der Film wurde durch die Blender Foundation, Spenden der Blender-Community, den Vorverkauf der DVD des Films und kommerzielle Sponsoren finanziert. Auf Basis des Films wurde im Blender Institute ein Computerspiel mit dem Namen Yo Frankie bzw. Codenamen Apricot erstellt.
Ein weiterer Kurzfilm der Blender Foundation mit Namen Sintel wurde ebenfalls von Ton Roosendaal produziert und am 1. Oktober 2010 veröffentlicht.

## Beteiligte Personen
- Sacha Goedegebure – Regisseur
- Andreas Goralczyk – Künstlerischer Leiter
- Enrico Valenza – Künstlerischer Leiter
- Nathan Vegdahl – Animator
- William Reynish – Animator
- Campbell Barton – Technischer Leiter
- Brecht van Lommel – Technischer Leiter
- Jan Morgenstern – Komponist
- Ton Roosendaal – Produzent

## Verwendete Software
- Die 3D-Grafiksoftware Blender
- Das Betriebssystem Linux (Ubuntu)
- Das Bildbearbeitungsprogramm GIMP
- Der Vektoreditor Inkscape, etwa für das Logo
- Subversion zur Versionsverwaltung
- Die Programmiersprache Python

## Galerie

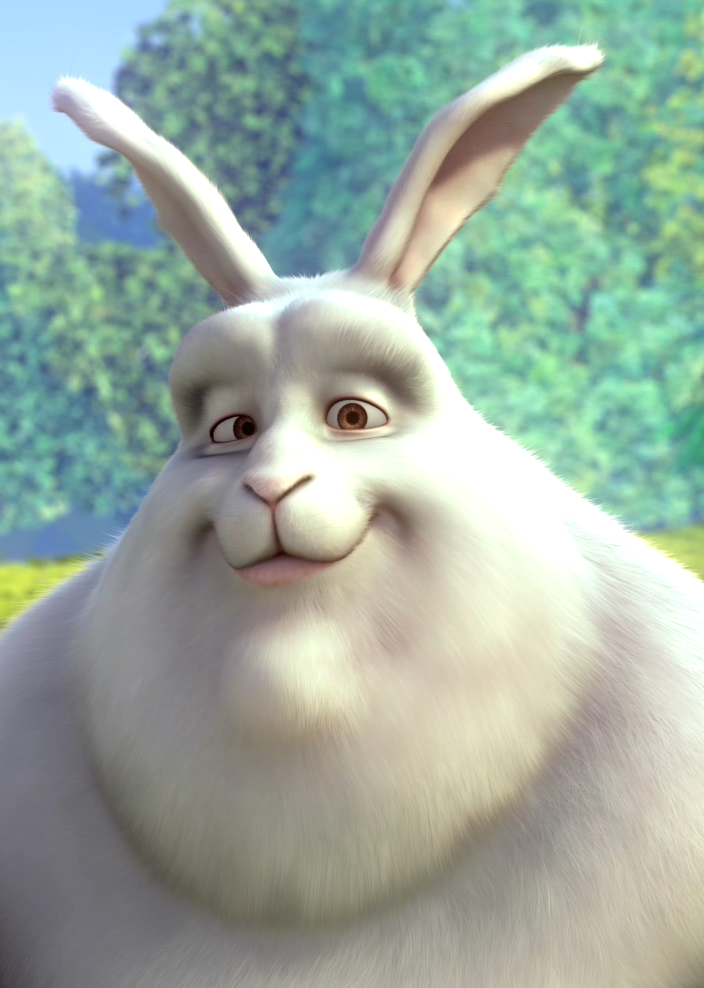
Der Hauptcharakter „Bunny“
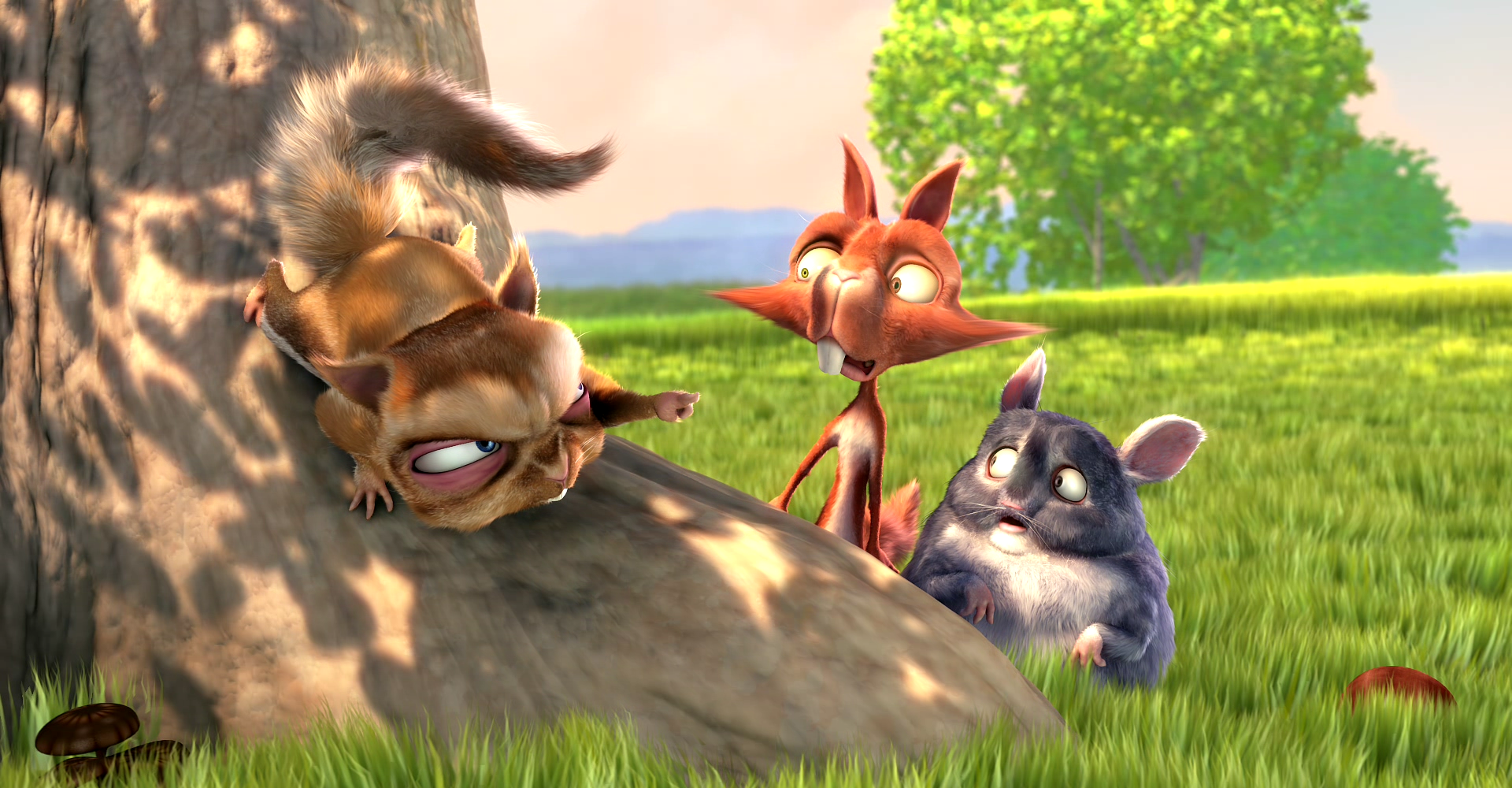
Frank, Rinky und Gamera (v. l. n. r)
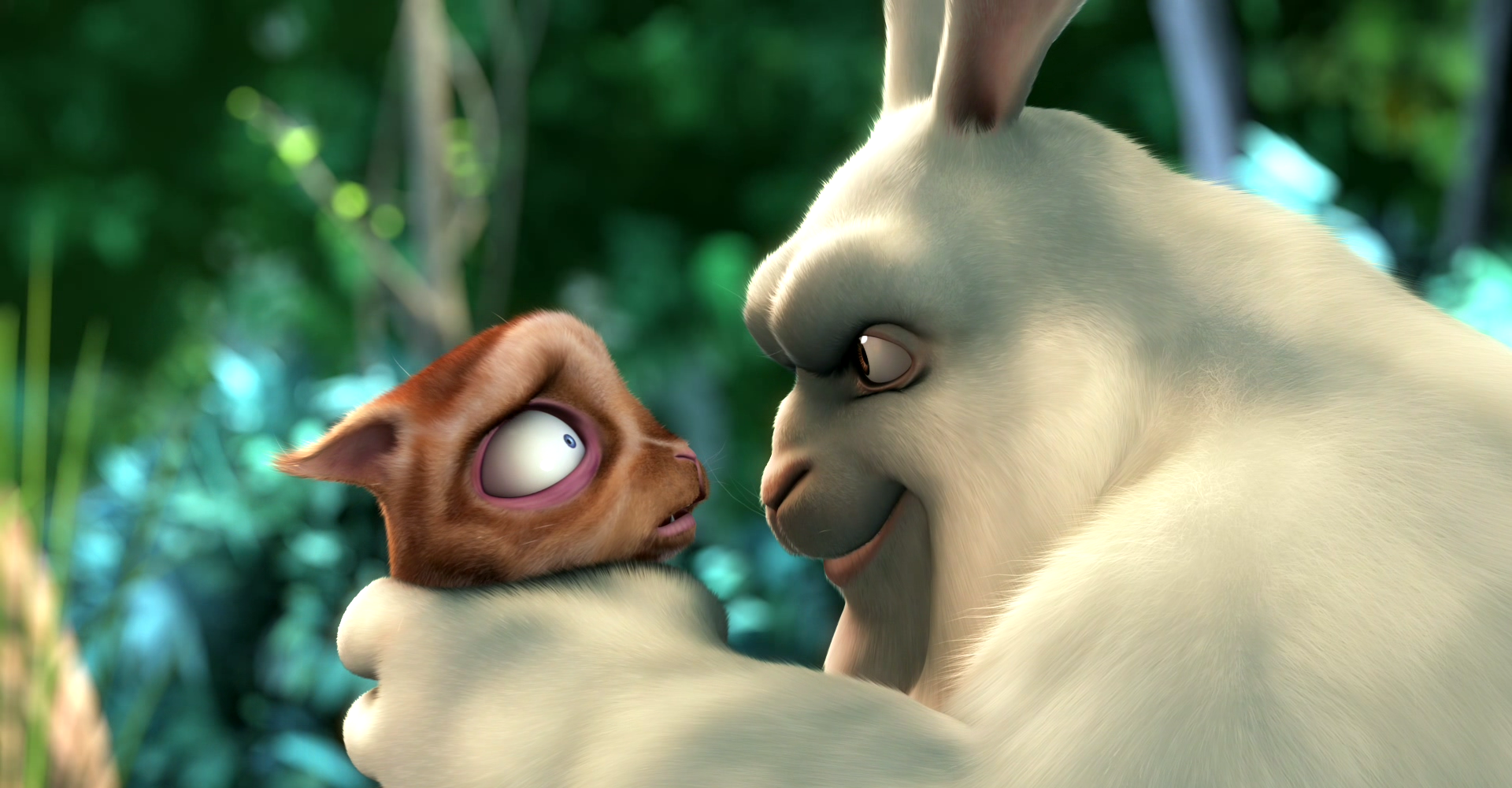
Szene am Schluss, in der Bunny Frank fängt
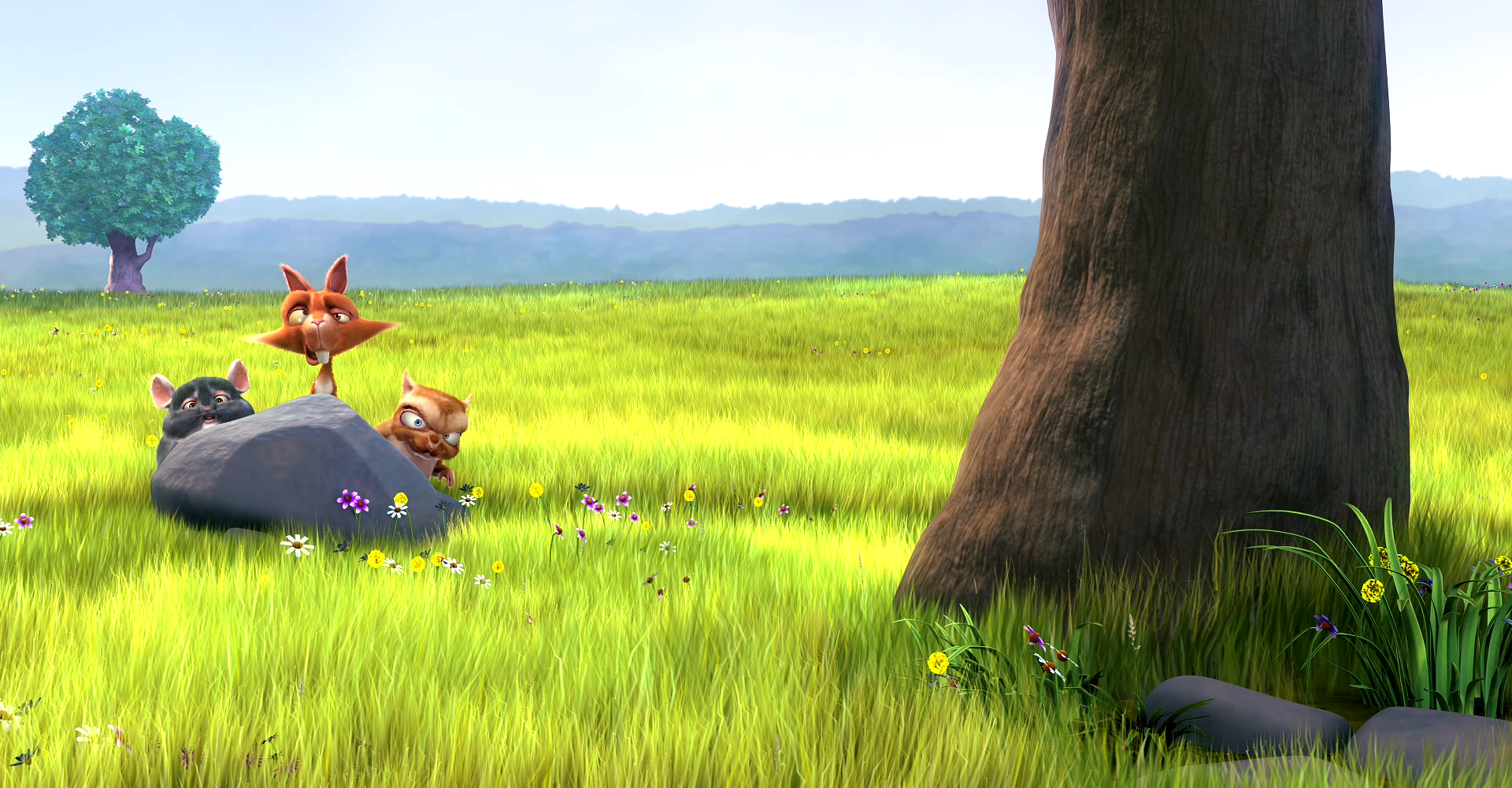
Die Landschaft
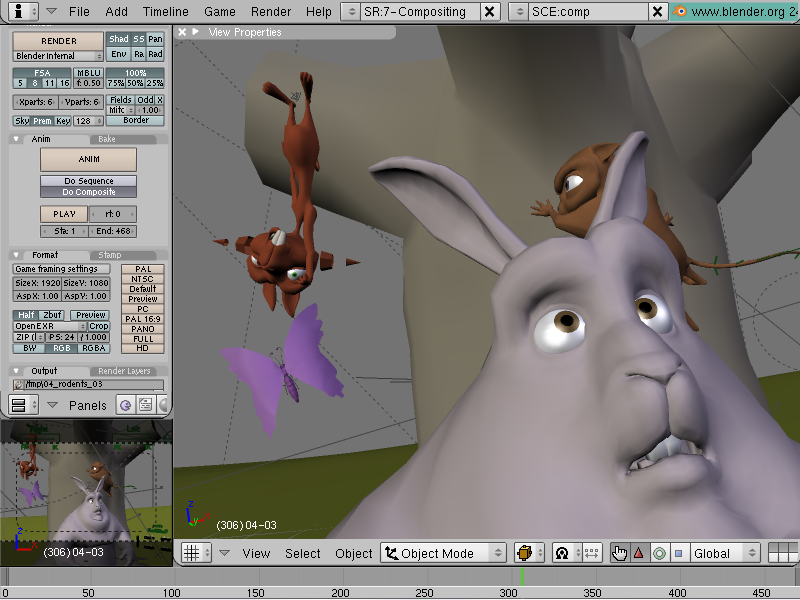
Szene des Films in Blender
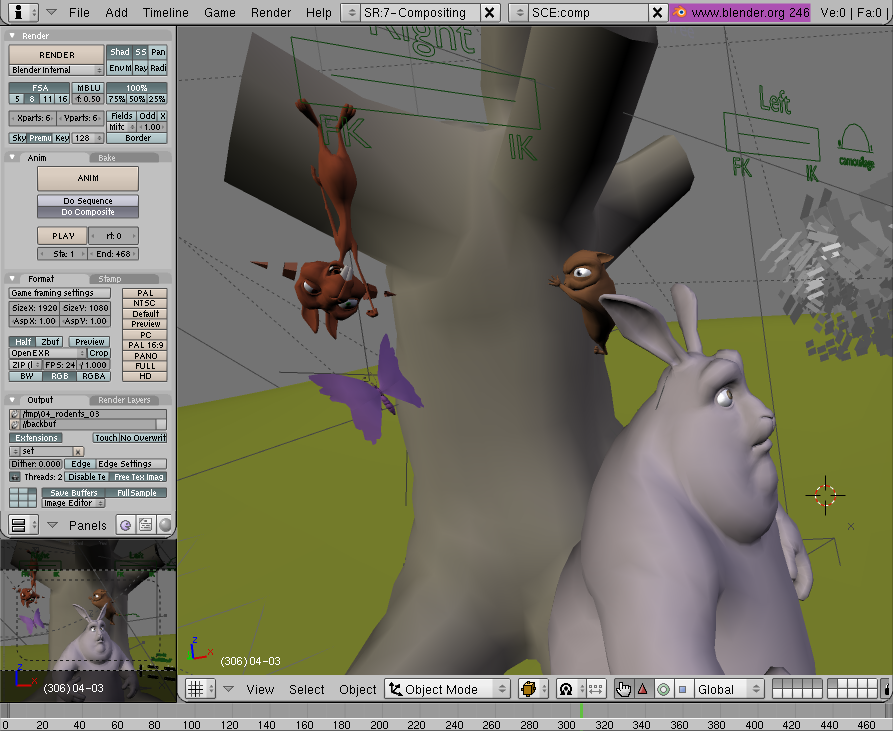
Vorheriges Bild, Überblick
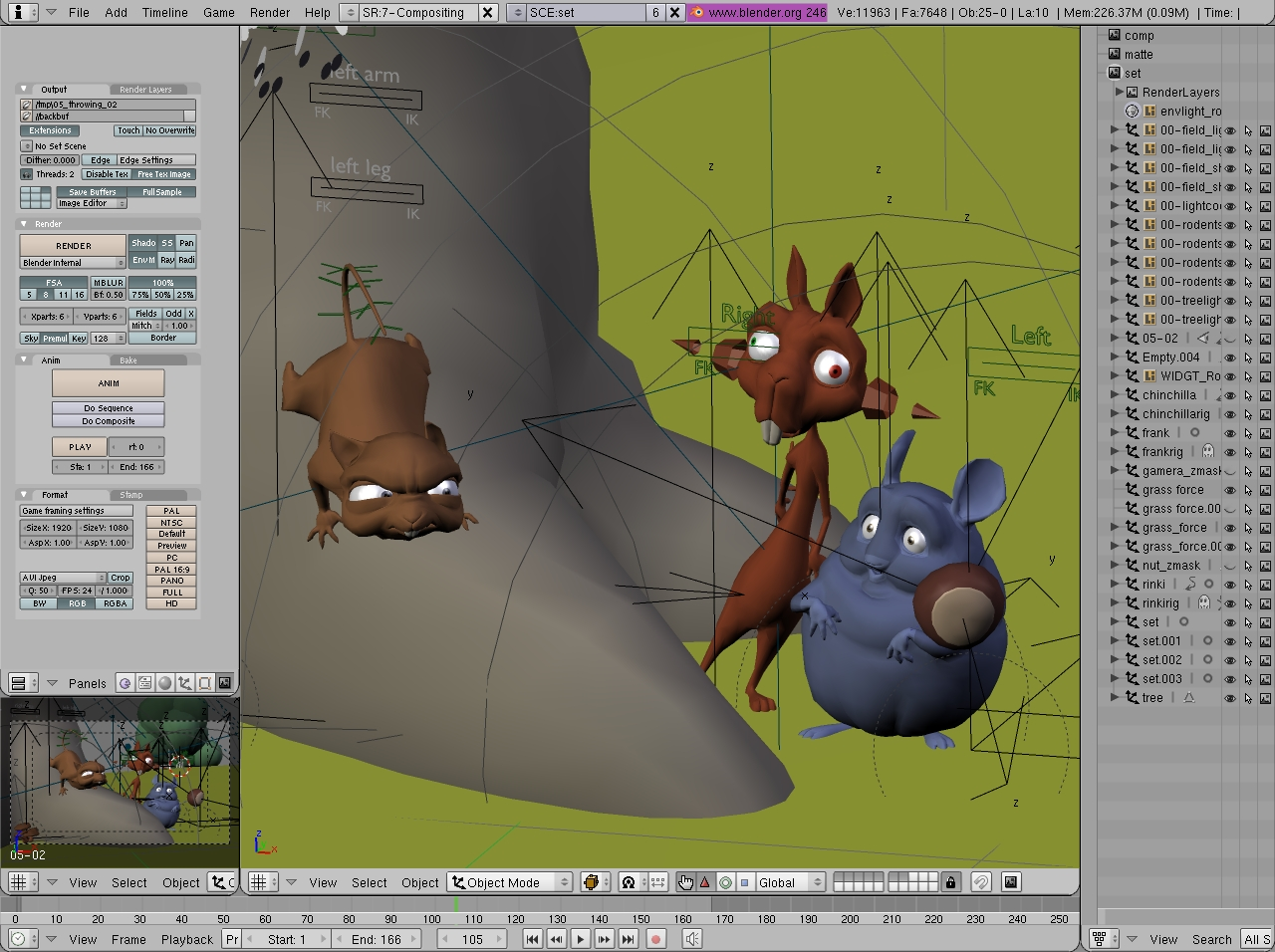
Die drei „Bösewichte“